# Ljoeblen
Ljoeblen (Bulgaars: Люблен) is een dorp in het noordoosten van Bulgarije in de gemeente Opaka, oblast Targovisjte. Op 31 december 2018 telde het dorp 440 inwoners, hoofdzakelijk Bulgaarse Turken (92,8%) en een aantal etnische Bulgaren (6,8%). Tijdens de Ottomaanse periode heette het dorp ‘Dağ Yeni köy’. Sinds 20 november 1883 heet het dorp Ljoeben. De stad Popovo ligt op 25 km afstand.